# نظريات الفكاهة

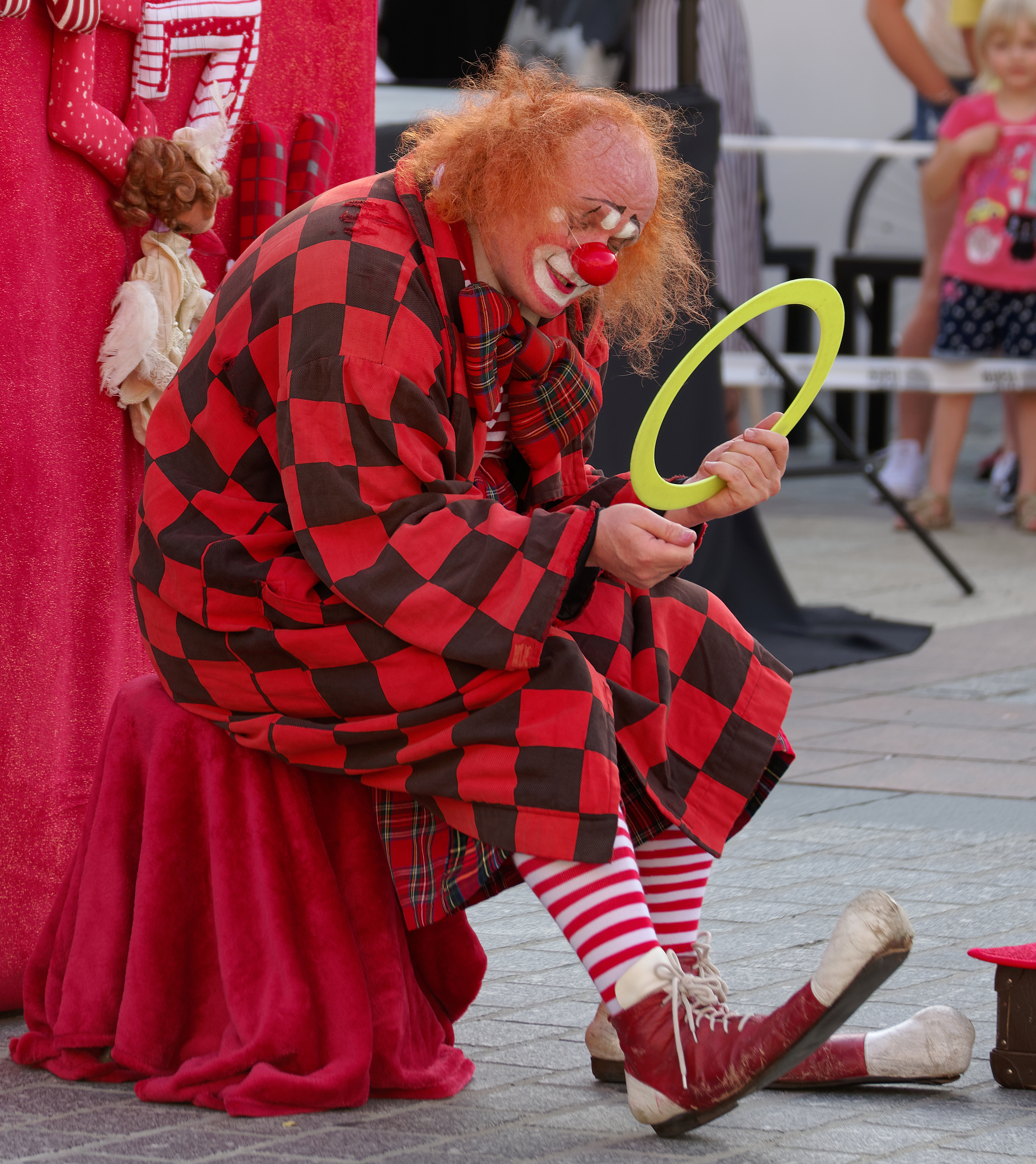
مهرج في عرض "وباء الضحك"

نظريات الفكاهة هي المذاهب في تفسير ماهية الفكاهة والأغراض الاجتماعية التي تفي بها وما يجوز اعتباره مضحكًا. ومن بينها نظريات نفسية تعتبر الغالبية العظمى منها أن الفكاهة سلوكا مفيدا للصحة ونظريات أخرى تعتبر الفكاهة سرا لا يصلح تفسيره.